# Pavillón Municipal dos Deportes de Pontevedra
El Pavillón Municipal dos Deportes és un recinte poliesportiu de la ciutat de Pontevedra, a Galícia. En ell juguen els seus partits com a local el SD Teucro d'handbol, el Leis Pontevedra de futbol sala i el CB Ciudad de Pontevedra de bàsquet. Va ser dissenyat per Alejandro de la Sota el 1966 i té capacitat per a 4.000 espectadors.